# Pirapora do Bom Jesus
Pirapora do Bom Jesus este un oraș în São Paulo (SP), Brazilia.